# 亚洲假鳞毛蕨
亚洲假鳞毛蕨（学名：Lastrea quelpaertensis），为金星蕨科假鳞毛蕨属下的一个植物种。